# Janovice (Rýmařov)

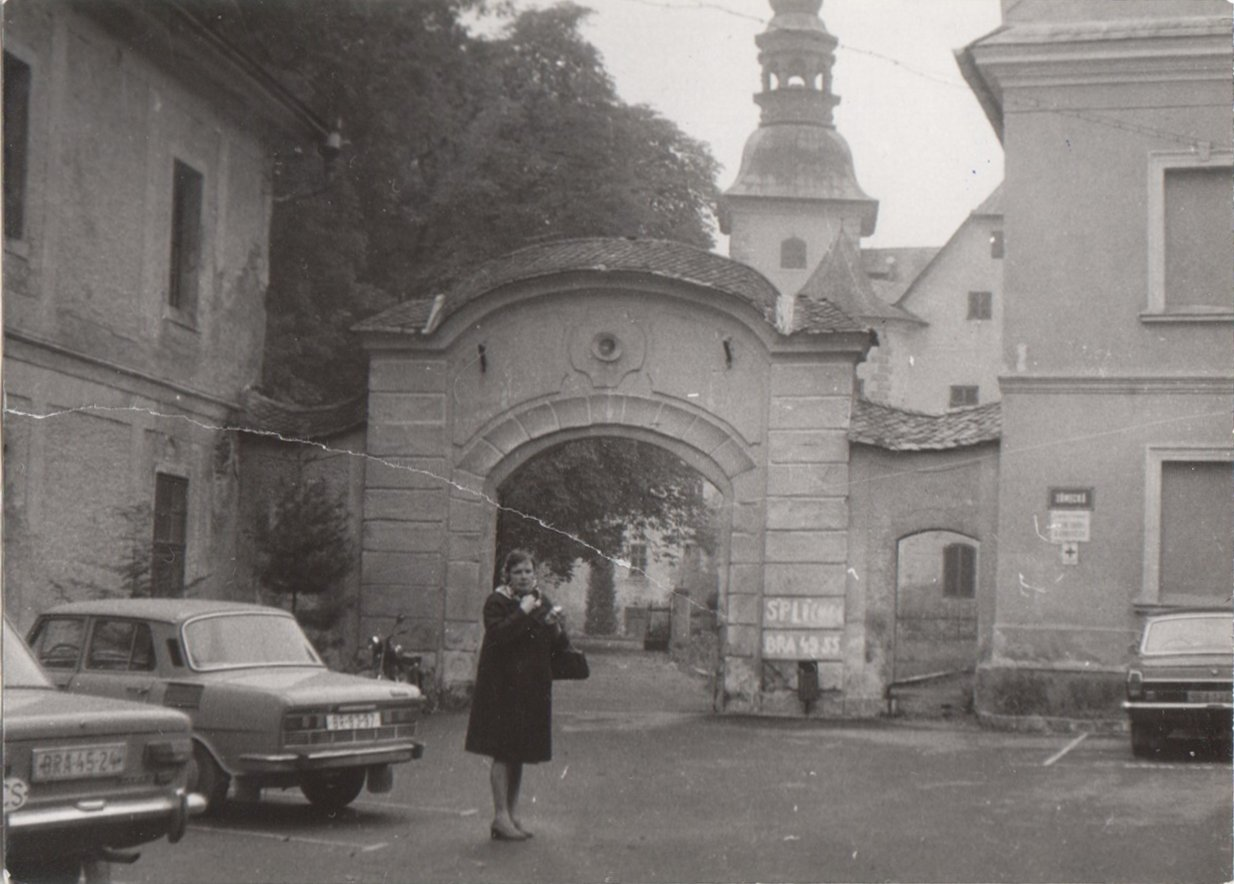
Vstupní brána do zámku

Janovice (německy Janowitz) jsou vesnice, která je částí města Rýmařov v okrese Bruntál. Nachází se na severozápadě Rýmařova. Prochází zde silnice I/11.
Janovice leží v katastrálním území Janovice u Rýmařova o rozloze 3,37 km2. Janovice leží i v katastrálním území Janušov o rozloze 6,09 km2.

## Vývoj počtu obyvatel
Počet obyvatel Janovic (včetně Janušova a zaniklé obce Růžové) podle sčítání nebo jiných úředních záznamů:
| Rok            | 1869 | 1880 | 1890 | 1900 | 1910 | 1921 | 1930 | 1950 | 1961 | 1970 | 1980 | 1991 | 2001 |
| -------------- | ---- | ---- | ---- | ---- | ---- | ---- | ---- | ---- | ---- | ---- | ---- | ---- | ---- |
| Počet obyvatel | 2425 | 2294 | 2144 | 2079 | 1930 | 1599 | 1777 | 937  | 969  | 920  | 781  | 725  | 712  |

1. ↑  z toho: Janovice 412 (samotné Janovice 641, Nové Pole 71), Janušov 1214, Růžová 151
2. ↑  z toho: 9 Čechoslováků (6 Janovice, 3 Janušov), 1742 Němců (400 Janovice, 1191 Janušov, 151 Růžová); 1725 řím. kat. (392 Janovice, 1179 Janušov, 151 Růžová), 19 evang. (5 Janovice, 14 Janušov), 29 starokatol. (11 Janovice, 18 Janušov) 3 bez vyzn. (2 Janovice, 1 Janušov)
3. ↑  z toho: Janovice 155, Janušov 557, Růžová 0

V Janovicích je evidováno 259 adres, vesměs čísla popisná (trvalé objekty). Při sčítání lidu roku 2001 zde bylo napočteno 223 domů (v samotných Janovicích 64, v Janušově 159, v Růžové žádný), z toho 176 trvale obydlených.

## Pamětihodnosti
V Janovicích se nachází renesanční zámek, který sloužil jako správní centrum celého janovického panství. Poblíž zámku se též nachází architektonicky cenná tzv. Spitzerova vila, dílo architekta Gustava Schalera z roku 1929. Nedaleko zámku se nachází také budovy pivovaru, chráněné jako technická památka.

## Významní rodáci
- Jan Haubert, (* 1960), básník, spisovatel, textař a zpěvák kapely Visací zámek
- Jan Kryštof Handke (1694 – 1774), barokní malíř

## Fotogalerie

Janovice
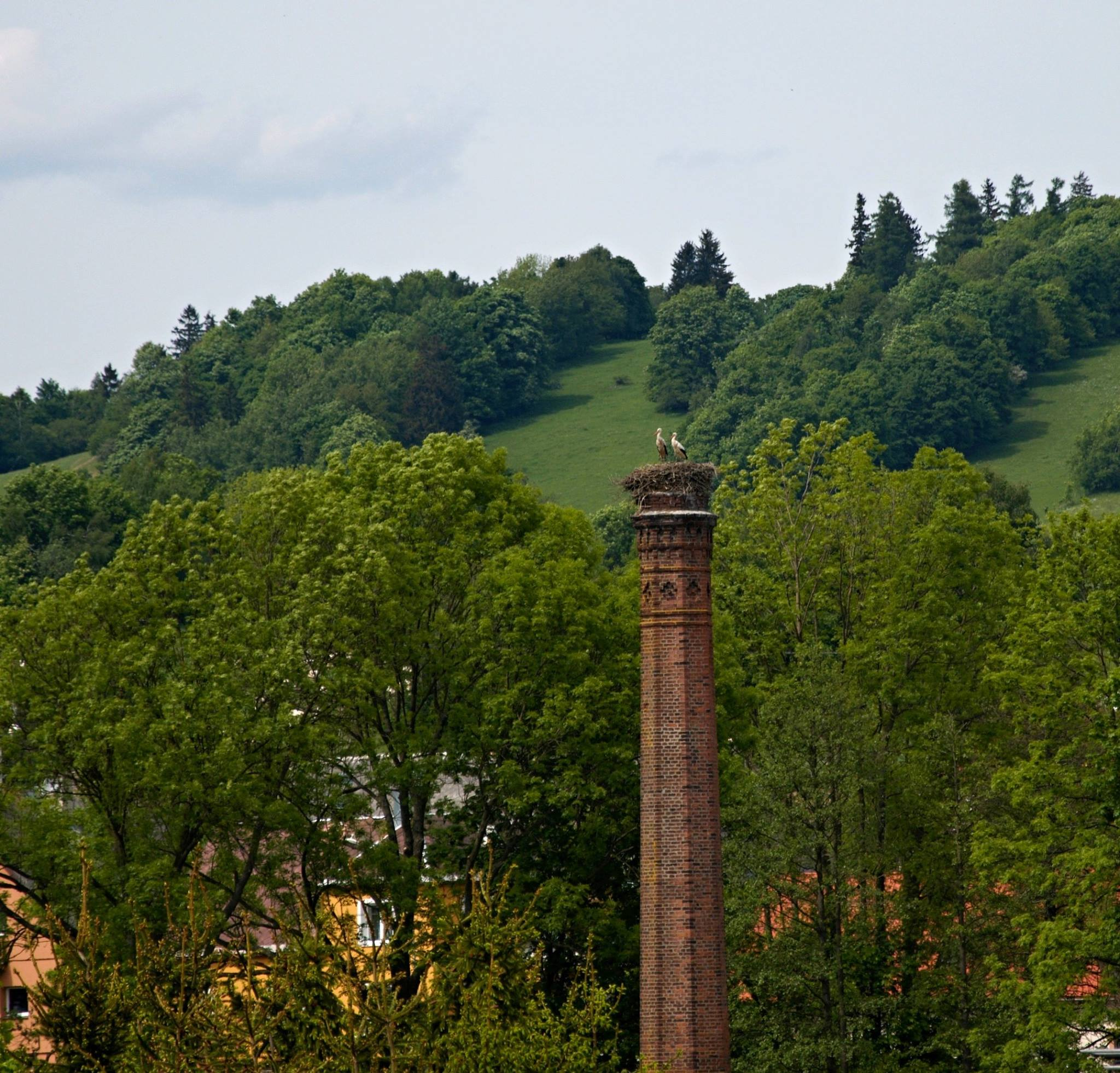
Špulkárna – komín
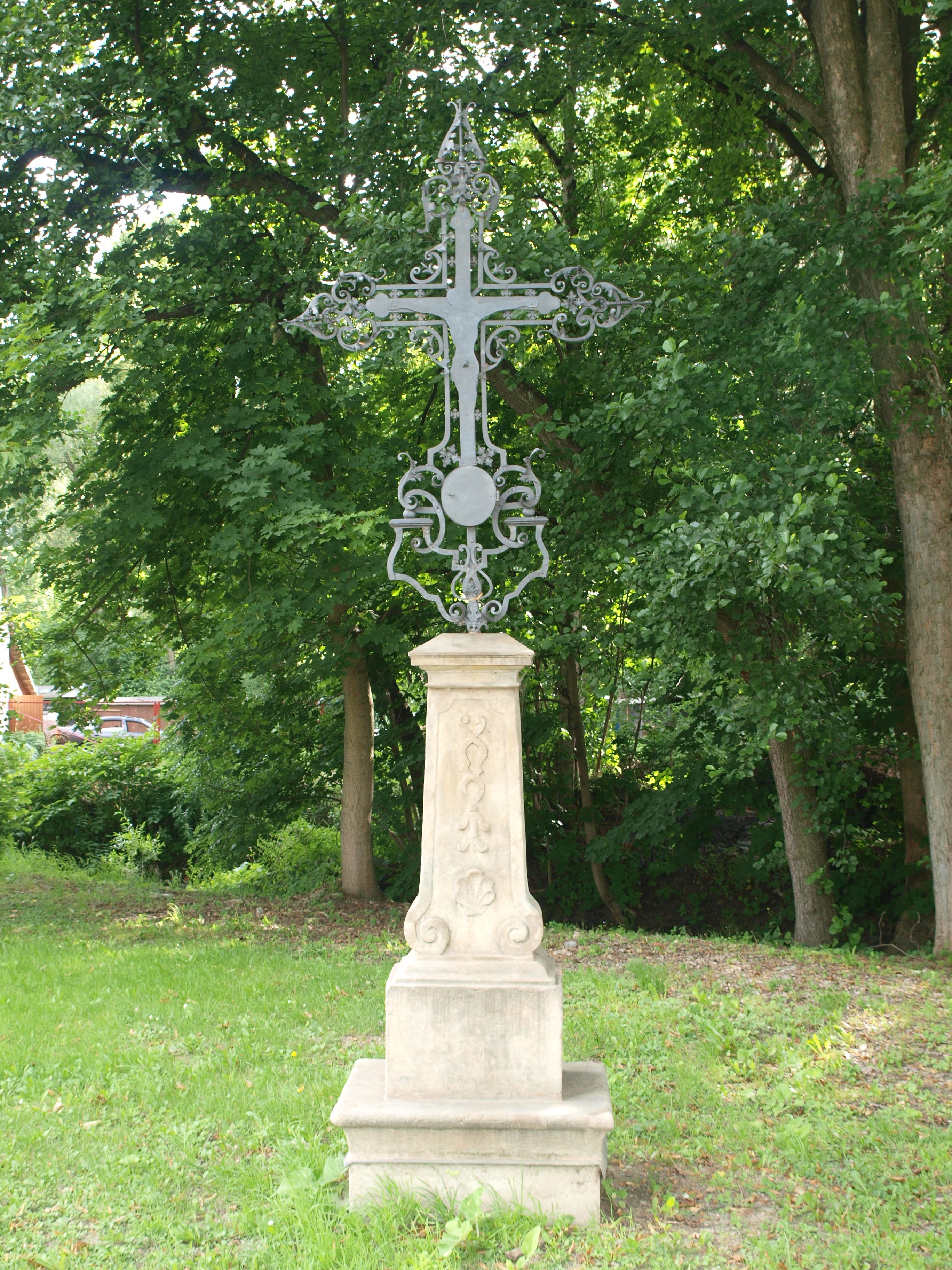
Kříž při silnici